# Saint-Aubin-Château-Neuf
Saint-Aubin-Château-Neuf korábbi község (település) Franciaországban, Saône-et-Loire megyében. 2016. január 1-jén Saint-Martin-sur-Ocre községgel egyesült és Le Val d’Ocre új község része lett.
Lakosainak száma 508 fő (2018. január 1.). Saint-Aubin-Château-Neuf Chassy és Saint-Martin-sur-Ocre községekkel határos.

## Népesség
A település népessége az elmúlt években az alábbi módon változott:
| Lakosok száma | 483  | 440  | 436  | 460  | 435  | 519  | 517  | 581  | 513  | 508  |
|               | 1962 | 1968 | 1975 | 1990 | 1999 | 2008 | 2013 | 2016 | 2017 | 2018 |